# Garrigues-Sainte-Eulalie
Garrigues-Sainte-Eulalie là một xã trong tỉnh Gard trong vùng Occitanie phía nam Pháp. Xã cách thành phố Montpellier 54 km.
Danh xưng dân địa phương trong tiếng Pháp là Garrigois.
Dấu vết những người thuộc"văn hóa Fontbouisse"đã được phát hiện ở đây, cũng như nhiều phê tích La mã. Khu vực này đã thuộc trang ấp của công tước Uzès.
Trước năm 1789, khu vực này gồm hai phần Garrigues và Sainte-Eulalie. Trong cách mạng Pháp, hai phần này được hợp nhất và có tên là Canteperdrix. See the FranceGenWeb site.